# CS-430
La CS-430 (Carretera Secundària 430) és una carretera de la Xarxa de Carreteres d'Andorra, que comunica La Massana a la CG-4, amb Collet dels Colls. També és anomenada Carretera del Collet dels Colls o Carretera Comes de Banyàs.
Segons la codificació de carreteres d'Andorra aquesta carretera correspon a una Carretera Secundària, és a dir, aquelles carreteres què comuniquen una Carretera General amb un poble o zona.
Aquesta carretera és d'ús local ja què només l'utilitzen los veïns de les poblacions que recorre.
La carretera té en total 1,8 quilòmetres de recorregut. La carretera transcorre majoritàriament per la Parròquia de La Massana tot i que també té part del recorregut a la Parròquia d'Ordino.

## Collet dels Colls[4]
Collet dels Colls és un port de muntanya a Andorra. Està situat a 1393 metres, a la part central del país, a 5 quilòmetres al nord de la capital, Andorra la Vella.

## Recorregut[6][7]
- La Massana (CG-4)
- Collet dels Colls

| Tipus de Sortida | Direcció de la sortida | Carretera que hi enllaça | Qm  |
| ---------------- | ---------------------- | ------------------------ | --- |
| CS-430           | La Massana             | CG-4                     | 0   |
|                  | Collet dels Colls      |                          | 1,8 |